# Kiyoshi Tanabe
Kiyoshi Tanabe (田辺 清 (?); Aomori, 10 ottobre 1940) è un ex pugile giapponese.

## Palmarès

### Olimpiadi
- 1 medaglia:
  - 1 bronzo (Roma 1960 nei pesi mosca)

### Giochi asiatici
- 1 medaglia:
  - 1 oro (Giacarta 1962 nei pesi gallo)